# حمام ریغه
حمام ریغه (به عربی: حمام ریغة) یک شهرداری در الجزایر است که در استان عین الدفلی واقع شده‌است. حمام ریغه ۸٬۴۸۸ نفر جمعیت دارد.